# Liste des objets du Système solaire en équilibre hydrostatique
Un objet céleste en équilibre hydrostatique est un corps dont la forme extérieure et la structure interne sont essentiellement gouvernés par un équilibre entre pesanteur, force centrifuge et forces de pression. Quand le corps est en grande partie solide, cet équilibre ne peut être atteint que s'il est assez gros pour que sa gravité et les contraintes qui en résultent aient surmonté la rigidité des solides. La forme extérieure d'un tel objet est celle d'un ellipsoïde de révolution, plus ou moins aplati.
Les objets du Système solaire en équilibre isostatique sont le Soleil, les planètes, les planètes naines et certains satellites naturels. En 2006, l'Union astronomique internationale (UAI) a défini comme étant une « planète », tout corps en orbite autour du Soleil, assez gros pour être parvenu à l'équilibre hydrostatique et pour avoir nettoyé son voisinage autour de son orbite. En pratique, la signification de « nettoyage du voisinage » est qu'une planète est comparativement assez massive pour assurer, par sa gravitation, le contrôle de tous les objets dans son voisinage. Selon la définition de l'UAI, il y a huit planètes dans le Système solaire. Les objets en orbite autour du Soleil qui sont parvenus à l'équilibre hydrostatique, mais qui n'ont pas nettoyé leur voisinage, sont classés comme des planètes naines et le reste est désigné comme petits corps du Système solaire (SSSB, de l'anglais Small Solar System Body). Dix-neuf des satellites naturels connus sont également assez gros pour être parvenus à l'équilibre hydrostatique.
Les objets connus dans le Système solaire avec une forme hydrostatique figurent dans la liste ci-dessous, avec un échantillon des objets les plus gros, dont la forme doit encore être déterminée avec précision. Les caractéristiques orbitales du Soleil sont présentées par rapport au Centre Galactique. Tous les autres objets suivent dans l'ordre de leur distance au Soleil.

## Soleil
Le Soleil est une étoile naine jaune. Il contient pratiquement 99,9 % de la masse du Système solaire.
|                                                        |                               | Soleil,                  |
| ------------------------------------------------------ | ----------------------------- | ------------------------ |
|                                                        |                               |                          |
| Symbole astronomique[q]                                | Symbole astronomique[q]       | Soleil                   |
| Distance moyenne du centre de la Galaxie               | km année lumière              | 2,5 × 1017 ~26 000       |
| Rayon moyen                                            | km RT[f]                      | 696 000 109              |
| Surface                                                | km2 ST[f]                     | 6,087 7 × 1018 11 990    |
| Volume                                                 | km3 VT[f]                     | 1,412 2 × 1027 1 300 000 |
| Masse                                                  | kg MT[f]                      | 1,989 1 × 1030 332 946   |
| Densité                                                | g/cm3                         | 1,141                    |
| Gravité équatoriale                                    | m/s2                          | 274,0                    |
| Vitesse de libération                                  | km/s                          | 617,7                    |
| Période de rotation                                    | jours[g]                      | 25,38                    |
| Période orbitale par rapport au centre de la Galaxie   | million d'années              | 225 – 250                |
| Vitesse orbitale moyenne                               | km/s                          | ~ 220                    |
| Inclinaison de l'axe[i] par rapport à l'écliptique     | degré                         | 7,25                     |
| Inclinaison de l'axe[i] par rapport au plan galactique | degré                         | 67,23                    |
| Température moyenne de surface                         | K                             | 5 778                    |
| Température moyenne de la couronne                     | K                             | 1 × 106 à 2 × 106        |
| Composition de la photosphère                          | Composition de la photosphère | H, He, O, C, Fe, S       |

## Planètes
Les planètes sont à la fois assez grosses pour avoir atteint l'équilibre hydrostatique et avoir procédé à l'élimination, à leur voisinage, de tout objet similaire. Il existe dans le Système solaire quatre planètes telluriques et deux géantes gazeuses et deux géantes de glaces. L'ensemble de ces dernières comprend 99,9 % de la masse du Système solaire, en excluant celle du Soleil.
|                                                         |                                         | Planètes telluriques  | Planètes telluriques   | Planètes telluriques | Planètes telluriques   | Géantes gazeuses       | Géantes gazeuses         | Géantes de glaces         | Géantes de glaces         |
|                                                         |                                         | Mercure,              | Vénus,                 | Terre,               | Mars,                  | Jupiter,               | Saturne,                 | Uranus,                   | Neptune,                  |
| ------------------------------------------------------- | --------------------------------------- | --------------------- | ---------------------- | -------------------- | ---------------------- | ---------------------- | ------------------------ | ------------------------- | ------------------------- |
|                                                         |                                         |                       |                        |                      |                        |                        |                          |                           |                           |
| Symbole astronomique[q]                                 | Symbole astronomique[q]                 | Mercure               | Vénus                  | Terre                | Mars                   | Jupiter                | Saturne                  | Uranus                    | Neptune                   |
| Distance moyenne au Soleil                              | km AU                                   | 57 909 175 0,38709893 | 108 208 930 0,72333199 | 149 597 890 1        | 227 936 640 1,52366231 | 778 412 010 5,20336301 | 1 426 725 400 9,53707032 | 2 870 972 200 19,19126393 | 4 498 252 900 30,06896348 |
| Rayon moyen                                             | km RT[f]                                | 2 439,64 0,3825       | 6 051,59 0,9488        | 6 378,15 1           | 3 397,00 0,53226       | 71 492,68 11,209       | 60 267,14 9,449          | 25 557,25 4,007           | 24 766,36 3,883           |
| Surface                                                 | km2 ST[f]                               | 75 000 000 0,1471     | 460 000 000 0,9010     | 510 000 000 1        | 140 000 000 0,2745     | 64 000 000 000 125,5   | 44 000 000 000 86,27     | 8 100 000 000 15,88       | 7 700 000 000 15,10       |
| Volume                                                  | km3 VT[f]                               | 6,083 × 1010 0,056    | 9,28 × 1011 0,87       | 1,083 × 1012 1       | 1,631 8 × 1011 0,151   | 1,431 × 1015 1 321,3   | 8,27 × 1014 763,59       | 6,834 × 1013 63,086       | 6,254 × 1013 57,74        |
| Masse                                                   | kg MT[f]                                | 3,302 0 × 1023 0,055  | 4,869 0 × 1024 0,815   | 5,974 2 × 1024 1     | 6,419 1 × 1023 0,107   | 1,898 7 × 1027 318     | 5,685 1 × 1026 95        | 8,684 9 × 1025 14         | 1,024 4 × 1026 17         |
| Densité                                                 | g/cm3                                   | 5,43                  | 5,24                   | 5,515                | 3,940                  | 1,33                   | 0,70                     | 1,30                      | 1,76                      |
| Accélération de la pesanteur à l'équateur (Gravitation) | m/s2                                    | 3,70                  | 8,87                   | 9,81                 | 3,71                   | 23,12                  | 8,96                     | 8,69                      | 11,00                     |
| Vitesse de libération                                   | km/s                                    | 4,25                  | 10,36                  | 11,18                | 5,02                   | 59,54                  | 35,49                    | 21,29                     | 23,71                     |
| Période de rotation                                     | Jours[g]                                | 58,646225             | −243,0187[h]           | 0,99726968           | 1,02595675             | 0,41354                | 0,44401                  | −0,71833[h]               | 0,67125                   |
| Période orbitale                                        | Années[g]                               | 0,2408467             | 0,61519726             | 1,0000174            | 1,8808476              | 11,862615              | 29,447498                | 84,016846                 | 164,79132                 |
| Vitesse orbitale moyenne                                | km/s                                    | 47,8725               | 35,0214                | 29,7859              | 24,1309                | 13,0697                | 9,6724                   | 6,8352                    | 5,4778                    |
| Excentricité orbitale                                   | Excentricité orbitale                   | 0,20563069            | 0,00677323             | 0,01671022           | 0,09341233             | 0,04839266             | 0,05415060               | 0,04716771                | 0,00858587                |
| Inclinaison                                             | degré                                   | 7,00                  | 3,39                   | 0                    | 1,85                   | 1,31                   | 2,48                     | 0,76                      | 1,77                      |
| Inclinaison de l'axe[i]                                 | degré                                   | 0                     | 177,3                  | 23,45                | 25,19                  | 3,12                   | 26,73                    | 97,86                     | 29,58                     |
| Température moyenne de surface                          | K                                       | 440                   | 730                    | 288 à 293            | 186 à 268              | 152                    | 134[j]                   | 76[j]                     | 72[j]                     |
| Température moyenne de l'atmosphère[k]                  | K                                       |                       |                        | 288                  |                        | 165                    | 135                      | 76                        | 73                        |
| Composition de l'atmosphère                             | Composition de l'atmosphère             | He, Na+, P+           | CO2, N2                | N2, O2               | CO2, N2, Ar            | H2, He                 | H2, He                   | H2, He, CH4               | H2, He, CH4               |
| Nombre de satellites naturels connus[v]                 | Nombre de satellites naturels connus[v] | 0                     | 0                      | 1                    | 2                      | 63                     | 60                       | 27                        | 13                        |
| Présence d'anneaux planétaires ?                        | Présence d'anneaux planétaires ?        | Non                   | Non                    | Non                  | Non                    | Oui                    | Oui                      | Oui                       | Oui                       |
| Élimination du voisinage[l][o]                          | Élimination du voisinage[l][o]          | 9,1 × 104             | 1,35 × 106             | 1,7 × 106            | 1,8 × 106              | 6,25 × 105             | 1,9 × 105                | 2,9 × 104                 | 2,4 × 104                 |

## Planètes naines
Les planètes naines sont assez grosses pour être parvenues à leur équilibre hydrostatique, mais n'ont pas éliminé de leur entourage les objets similaires. Il existe actuellement cinq objets dans cette catégorie. Cérès se trouve dans la ceinture principale d'astéroïdes, entre les orbites de Mars et de Jupiter. Les autres se trouvent au-delà de l'orbite de Neptune et font partie de la sous-classe des plutoïdes. Les objets désignés comme des planètes naines sont :
|                                              |                                              |                      | Plutoïdes            | Plutoïdes                      | Plutoïdes            | Plutoïdes             |
|                                              |                                              | Cérès                | Pluton,              | Hauméa,                        | Makémaké,            | Éris                  |
| -------------------------------------------- | -------------------------------------------- | -------------------- | -------------------- | ------------------------------ | -------------------- | --------------------- |
|                                              |                                              |                      |                      |                                |                      |                       |
| Symbole astronomique[q]                      | Symbole astronomique[q]                      | Ceres                | Pluto                | Pluto                          | Pluto                | Pluto                 |
| Distance moyenne au Soleil                   | km ua                                        | 413 700 000 2,766    | 5 906 380 000 39,482 | 6 484 000 000 43,335           | 6 850 000 000 45,792 | 10 210 000 000 67,668 |
| Rayon moyen                                  | km RT[f]                                     | 471 0,0738           | 1 148,07 0,180       | 575 0,1537                     | 750+200 −100 0,12    | 1 200 0,19            |
| Volume                                       | km3 VT[f]                                    | 4,37 × 108 0,0005[b] | 6,3 × 109 0,007      | 1,3 × 109 à 1,6 × 109 0,001[y] | 1,8 × 109 0,002[b]   | 7,23 × 109 0,008[b]   |
| Surface                                      | km2 ST[f]                                    | 2 800 000 0,0055[a]  | 17 000 000 0,0333    | 6 800 000 0,0133[z]            | 7 000 000 0,015[a]   | 18 000 000 0,0353[a]  |
| Masse                                        | kg MT[f]                                     | 9,5 × 1020 0,00016   | 1,3 × 1022 0,0022    | 4,2 ± 0,1 × 1021 0,0007        | 4,0 × 1021 0,0007    | 1,7 × 1022 0,0028     |
| Densité                                      | g/cm3                                        | 2,08                 | 2,0                  | 2,6 à 3,3                      | 2,0[c]               | 2,25[c]               |
| Gravité à l'équateur                         | m/s2                                         | 0,27[d]              | 0,60                 | 0,44[d]                        | 0,5[d]               | ~0,8[d]               |
| Vitesse de libération                        | km/s[e]                                      | 0,51                 | 1,23                 | 0,84                           | 0,8                  | 1,37                  |
| Période de rotation                          | Jours[g]                                     | 0,3781               | −6,38718[h]          | 0,167                          | inconnue             | inconnue              |
| Période orbitale                             | année[g]                                     | 4,599                | 247,92065            | 285,4                          | 309,9                | 557                   |
| Vitesse orbitale moyenne                     | km/s                                         | 17,882               | 4,7490               | 4,484[o]                       | 4,4[o]               | 3,436[n]              |
| Excentricité                                 | Excentricité                                 | 0,080                | 0,24880766           | 0,18874                        | 0,159                | 0,44177               |
| Inclinaison                                  | degré                                        | 10,587               | 17,14175             | 28,19                          | 28,96                | 44,187                |
| Inclinaison de l'axe[i]                      | degré                                        | 4,0                  | 119,61               | ?                              | ?                    | ?                     |
| Température moyenne de surface[w]            | K                                            | 167                  | 40                   | < 50                           | 30                   | 30                    |
| Composition de l'atmosphère du corps céleste | Composition de l'atmosphère du corps céleste | H2O, O2              | N2, CH4              | ?                              | N2, CH4              | N2, CH4               |
| Nombre de Satellite naturels connus [v]      | Nombre de Satellite naturels connus [v]      | 0                    | 5                    | 2                              | 1                    | 1                     |
| Élimination du voisinage[l][o]               | Élimination du voisinage[l][o]               | 0,33                 | 0,077                | 0,023                          | 0,02                 | 0,10                  |

## Satellites
Dans le Système solaire, il existe 19 satellites naturels assez massifs pour être parvenu à l'équilibre hydrostatique. Un autre satellite, la lune de Neptune, Protée, est de forme irrégulière, mais est légèrement plus grosse que Mimas, la plus petite des 19 lunes sphériques[ab].
Les satellites apparaissent d'abord selon l'ordre de distance au Soleil, et secondairement dans l'ordre de la distance à leur corps « parent ».
| Satellite naturel de                                     | Satellite naturel de                                  | La Terre               | Jupiter            | Jupiter           | Jupiter              | Jupiter              | Saturne               | Saturne               | Saturne                  | Saturne              | Saturne              |
|                                                          |                                                       | Lune,                  | Io                 | Europa            | Ganymede             | Callisto             | Mimas[p]              | Encelade[p]           | Téthys[p]                | Dioné[p]             | Rhéa[p]              |
| -------------------------------------------------------- | ----------------------------------------------------- | ---------------------- | ------------------ | ----------------- | -------------------- | -------------------- | --------------------- | --------------------- | ------------------------ | -------------------- | -------------------- |
|                                                          |                                                       |                        |                    |                   |                      |                      |                       |                       |                          |                      |                      |
| Symbole astronomique[q]                                  | Symbole astronomique[q]                               | Lune                   |                    |                   |                      |                      |                       |                       |                          |                      |                      |
| Distance moyenne au corps « parent » :                   | km                                                    | 384 399                | 421 600            | 670 900           | 1 070 400            | 1 882 700            | 185 520               | 237 948               | 294 619                  | 377 396              | 527 108              |
| Rayon moyen                                              | km RT[f]                                              | 1 737,1 0,273          | 1 815 0,286        | 1 569 0,245       | 2 634,1 0,413        | 2 410,3 0,378        | 198,3 0,031           | 252,1 0,04            | 533 0,083                | 561,7 0,088          | 764,3 0,12           |
| Surface[a]                                               | km2 ST[f]                                             | 37 930 000 0,074       | 41 910 000 0,082   | 30 900 000 0,061  | 87 000 000 0,171     | 73 000 000 0,143     | 490 000 0,000 1       | 799 000 0,001 6       | 4 940 000 0,001          | 3 965 000 0,007 8    | 7 337 000 0,014 4    |
| Volume[b]                                                | km3 VT[f]                                             | 2,2 × 1010 0,02        | 2,53 × 1010 0,02   | 1,59 × 1010 0,07  | 7,6 × 1010 0,15      | 5,9 × 1010 0,05      | 3,3 × 107 0,000 03    | 6,7 × 107 0,000 06    | 6,3 × 108 0,000 6        | 7,4 × 108 0,000 7    | 1,9 × 109 0,001 7    |
| Masse                                                    | kg MT[f]                                              | 7,347 7 × 1022 0,012 3 | 8,94 × 1022 0,015  | 4,80 × 1022 0,008 | 1,481 9 × 1023 0,025 | 1,075 8 × 1023 0,018 | 3,75 × 1019 0,000 006 | 1,08 × 1020 0,000 018 | 1,024 4 × 1020 0,000 017 | 1,095 × 1021 0,000 3 | 2,306 × 1021 0,000 4 |
| Densité[c]                                               | g/cm3                                                 | 3,346 4                | 3,528              | 3,01              | 1,936                | 1,83                 | 1,15                  | 1,61                  | 1,15                     | 1,48                 | 1,23                 |
| Gravitation équatoriale[d]                               | m/s2                                                  | 1,622                  | 1,796              | 1,314             | 1,428                | 1,235                | 0,063 6               | 0,111                 | 0,064                    | 0,231                | 0,264                |
| Vitesse de libération[e]                                 | km/s                                                  | 2,38                   | 2,56               | 2,025             | 2,741                | 2,440                | 0,159                 | 0,239                 | 0,159                    | 0,510                | 0,635                |
| Période de rotation                                      | Jours [g]                                             | 27,321 582 (sync)[m]   | 1,769 137 8 (sync) | 3,551 181 (sync)  | 7,154 553 (sync)     | 16,689 02 (sync)     | 0,942 422 (sync)      | 1,370 218 (sync)      | 1,887 802 (sync)         | 2,736 915 (sync)     | 4,518 212 (sync)     |
| Période orbitale autour du « parent »                    | Jours[g]                                              | 27,321 58              | 1,769 138          | 3,551 181         | 7,154 553            | 16,689 02            | 0,942 422             | 1,370 218             | 1,887 802                | 2,736 915            | 4,518 212            |
| Vitesse orbitale moyenne[o]                              | km/s                                                  | 1,022                  | 17,34              | 13,740            | 10,880               | 8,204                | 14,32                 | 12,63                 | 11,35                    | 10,03                | 8,48                 |
| Excentricité orbitale                                    | Excentricité orbitale                                 | 0,054 9                | 0,004 1            | 0,009             | 0,001 3              | 0,007 4              | 0,020 2               | 0,004 7               | 0,02                     | 0,002                | 0,001                |
| Inclinaison par rapport à l'équateur du corps « parent » | deg.                                                  | 18,29 à 28,58          | 0,04               | 0,47              | 1,85                 | 0,2                  | 1,51                  | 0,02                  | 1,51                     | 0,019                | 0,345                |
| Inclinaison de l'axe[i][u]                               | deg.                                                  | 6,68                   | 0                  | 0                 | 0 à 0,33             | 0                    | 0                     | 0                     | 0                        | 0                    | 0                    |
| Température moyenne de surface[w]                        | K                                                     | 220                    | 130                | 102               | 110                  | 134                  | 64                    | 75                    | 64                       | 87                   | 76                   |
| Composition chimique de l'atmosphère du corps céleste    | Composition chimique de l'atmosphère du corps céleste | H, He, Na+, K+, Ar     | SO2                | O2                | O2                   | O2, CO2              |                       | H2O, N2, CO2, CH4     |                          |                      |                      |
| Présence d'anneau planétaire                             | Présence d'anneau planétaire                          | Non                    | Non                | Non               | Non                  | Non                  | Non                   | Non                   | Non                      | Non                  | Oui ?                |

| Satellite naturel de                                     | Satellite naturel de                         | Saturne             | Saturne                | Uranus               | Uranus               | Uranus             | Uranus             | Uranus                | Neptune              | Pluton               |
|                                                          |                                              | Titan[p]            | Japet[p]               | Miranda[r]           | Ariel[r]             | Umbriel[r]         | Titania[r]         | Obéron[r]             | Triton               | Charon               |
| -------------------------------------------------------- | -------------------------------------------- | ------------------- | ---------------------- | -------------------- | -------------------- | ------------------ | ------------------ | --------------------- | -------------------- | -------------------- |
|                                                          |                                              |                     |                        |                      |                      |                    |                    |                       |                      |                      |
| Distance moyenne au corps « parent »                     | km                                           | 1 221 870           | 3 560 820              | 129 390              | 190 900              | 266 000            | 436 300            | 583 519               | 354 759              | 17 536               |
| Rayon moyen                                              | km RT[f]                                     | 2 576,0 0,404       | 735,6 0,115            | 235,8 0,037          | 578,9 0,091          | 584,7 0,092        | 788,9 0,124        | 761,4 0,119           | 1 353,4 0,212        | 603,5 0,095          |
| Surface[a]                                               | km2 ST[f]                                    | 83 000 000 0,163    | 6 700 000 0,013        | 700 000 0,001 4      | 4 211 300 0,008      | 4 296 000 0,008    | 7 820 000 0,015    | 7 285 000 0,014       | 23 018 000 0,045     | 4 580 000 0,009      |
| Volume[b]                                                | km3 VT[f]                                    | 71,6 × 109 0,066    | 1,67 × 109 0,001 5     | 55 × 106 0,000 05    | 810 × 106 0,000 8    | 840 × 106 0,000 8  | 2,06 × 109 0,001 9 | 1,85 × 109 0,001 7    | 10 × 109 0,009 58    | 920 × 106 0,000 85   |
| Masse                                                    | kg MT[f]                                     | 134,52 × 1024 0,027 | 1,805 3 × 1021 0,000 3 | 65,9 × 1018 0,000 01 | 1,35 × 1021 0,000 22 | 1,2 × 1021 0,000 2 | 3,5 × 1021 0,000 6 | 3,014 × 1021 0,000 46 | 21,4 × 1021 0,003 58 | 1,52 × 1021 0,000 25 |
| Densité[c]                                               | g/cm3                                        | 1,88                | 1,08                   | 1,20                 | 1,67                 | 1,40               | 1,72               | 1,63                  | 2,061                | 1,65                 |
| Gravitation équatoriale[d]                               | m/s2                                         | 1,35                | 0,22                   | 0,08                 | 0,27                 | 0,23               | 0,39               | 0,35                  | 0,78                 | 0,28                 |
| Vitesse de libération[e]                                 | km/s                                         | 2,64                | 0,57                   | 0,19                 | 0,56                 | 0,52               | 0,77               | 0,73                  | 1,46                 | 0,58                 |
| Période de rotation                                      | Jours[g]                                     | 15,945 (sync)[m]    | 79,322 (sync)          | 1,414 (sync)         | 2,52 (sync)          | 4,144 (sync)       | 8,706 (sync)       | 13,46 (sync)          | 5,877 (sync)         | 6,387 (sync)         |
| Période orbitale autour du « parent »                    | jours                                        | 15,945              | 79,322                 | 1,4135               | 2,520                | 4,144              | 8,706              | 13,46                 | −5,877[h]            | 6,387                |
| Vitesse orbitale moyenne[o]                              | km/s                                         | 5,57                | 3,265                  | 6,657                | 5,508 98             | 4,667 97           | 3,644              | 3,152                 | 4,39                 | 0,2                  |
| Excentricité orbitale                                    | Excentricité orbitale                        | 0,028 8             | 0,028 6                | 0,001 3              | 0,001 2              | 0,005              | 0,001 1            | 0,001 4               | 0,000 02             | 0,002 2              |
| Inclinaison par rapport à l'équateur du corps « parent » | degré                                        | 0,33                | 0,34854                | 15,47                | 4,2                  | 0,26               | 0,36               | 0,34                  | 157                  | ?                    |
| Inclinaison de l'axe[i][u]                               | degré                                        | 0                   | 0                      | 0                    | 0                    | 0                  | 0                  | 0                     | 0                    | ?                    |
| Température moyenne de surface[w]                        | K                                            | 93,7                | 130                    | 59                   | 58                   | 61                 | 60                 | 61                    | 38                   | 53                   |
| Composition de l'atmosphère du corps céleste             | Composition de l'atmosphère du corps céleste | N2, CH4             |                        |                      |                      |                    |                    |                       | N2, CH4              |                      |

## Objets candidats à l'appellation de planète naine
Voici ci-dessous la présentation de quelques candidates au titre de « planètes naines ». Parmi les plus gros objets transneptuniens (TNO) qui ont théoriquement une taille suffisante pour se voir attribuer ultérieurement le statut de planète naine. Près de trente autres TNO pourraient encore être ajoutés à cette liste, et peut-être trois autres astéroïdes.
|                                   |                               | Orcus                | Ixion               | Varuna              | 2002 TX300              | 2005 UQ513          | Quaoar              | Gonggong             | Gǃkúnǁ'hòmdímà       | 2005 QU182            | Sedna                 |
| --------------------------------- | ----------------------------- | -------------------- | ------------------- | ------------------- | ----------------------- | ------------------- | ------------------- | -------------------- | -------------------- | --------------------- | --------------------- |
|                                   |                               |                      |                     |                     |                         |                     |                     |                      |                      |                       |                       |
| Demi-grand axe                    | km UA                         | 5 896 946 000 39,419 | 5 935 999 000 39,68 | 6 451 398 000 43,13 | 6 453 572 000 43,14     | 6 479 089 380 43,31 | 6 493 296 000 43,6  | 10 072 433 340 67,33 | 10 922 149 980 73,01 | 16 991 749 800 113,58 | 78 668 000 000 525,86 |
| Rayon moyen[s]                    | km RT[f]                      | 473 0,074 2          | 402 0,063           | 508 0,08            | < 400 < 0,062 7         | 460 0,072[aa]       | 422 0,066           | < 700 0,11[aa]       | 440 0,07[aa]         | 525 0,08[aa]          | < 950 < 0,149         |
| Surface[a]                        | km2 ST[f]                     | 2 811 462 0,005 5    | 2 030 775 0,003 98  | 1 091 000 0,006 36  | < 2 010 619 < 0,003 94  | 2 659 044 0,005 2   | 2 237 870 0,004 39  | 6 157 522 0,012      | 2 432 849 0,005      | 3 463 606 0,007       | 11 341 150 0,022 2    |
| Volume[b]                         | km3 VT[f]                     | 443 273 768 0,000 4  | 272 123 951 0,000 2 | 549 135 785 0,000 5 | < 268 082 573 < 0,000 2 | 407 720 083 0,000 3 | 314 793 649 0,000 2 | 1 436 755 040 0,001  | 356 817 905 0,000 2  | 606 131 033 0,000 4   | 3 591 364 000 0,003 3 |
| Masse[t]                          | kg MT[f]                      | 8,9 × 1020 0,000 1   | 5,4 × 1020 0,000 09 | 5,5 × 1020 0,000 09 | 5,4 × 1020 0,000 09     | 8,2 × 1020 0,000 1  | 6,3 × 1020 0,000 1  | 2,9 × 1021 0,000 5   | 7,1 × 1020 0,000 1   | 1,2 × 1021 0,000 2    | 7 × 1021 0,001 2      |
| Densité[t]                        | g/cm3                         | 2,0                  | 2,0                 | 0,999 2             | 2,0                     | 2,0                 | 2,0                 | 2,0                  | 2,0                  | 2,0                   | 2,0                   |
| gravité équatoriale[d]            | m/s2                          | 0,27                 | 0,22                | 0,14                | >0,23                   | 0,26                | 0,24                | <0,39                | 0,25                 | 0,29                  | <0,5                  |
| Vitesse de libération[e]          | km/s                          | 0,50                 | 0,42                | 0,38                | > 0,42                  | 0,49                | 0,45                | < 0,74               | 0,46                 | 0,55                  | < 1,0                 |
| Période de rotation               | jours[g]                      | ?                    | ?                   | 0,13216             | 0,33 ou 0,66            | ?                   | ?                   | ?                    | ?                    | ?                     | 0,42                  |
| Période orbitale                  | années[g]                     | 247,492              | 249,95              | 283,20              | 283,35                  | 285,12              | 287,97              | 552,52               | 623,87               | 1 210,53              | 12 059,06             |
| Vitesse orbitale moyenne          | km/s                          | 4,68                 | 4,66                | 4,53                | 4,52                    | 4,52                | 4,52                | 3,63                 | 3,49                 | 2,79                  | 1,04                  |
| Excentricité orbitale             | Excentricité orbitale         | 0,225 52             | 0,242               | 0,051               | 0,124                   | 0,145               | 0,038               | 0,5                  | 0,485                | 0,675                 | 0,855                 |
| Inclinaison                       | deg.                          | 0,225 52             | 19,6                | 17,2                | 25,9                    | 25,69               | 8,0                 | 30,7                 | 23,36                | 14,03                 | 11,934                |
| Température moyenne de surface[w] | K                             | ~42                  | ~43                 | ~43                 | < 41                    | 41                  | ~41                 | ~30                  | ~32                  | ~25                   | ~12                   |
| Nombre de lune connue             | Nombre de lune connue         | 1                    | ?                   | ?                   | ?                       | ?                   | 1                   | ?                    | ?                    | ?                     | ?                     |
| Discriminant planétaire[l][p]     | Discriminant planétaire[l][p] | 0,003                | 0,002 7             | 0,002 7             | 0,003                   | 0,003               | 0,001 5             | 0,18[x]              | 0,036[x]             | 0,007[x]              | ?[x]                  |